# Kozelski
De Kozelski (Russisch: Козельский) is de meest oostelijke stratovulkaan van de oostelijke vulkaangordel op het Russische schiereiland Kamtsjatka. De vulkaan vormt onderdeel van de Avatsja-Kljoetsjevskivulkaangroep op 25 kilometer ten westen van de kust van de Grote Oceaan en ongeveer 30 kilometer ten noorden van de stad Petropavlovsk-Kamtsjatski. De vulkaan ontstond vooral in het late Pleistoceen en kende twee grote uitbarstingen in het vroege Holoceen, waarbij vooral tefra vrijkwam. De vulkaan produceert vooral andesiet.
De vulkaan is nu sterk geërodeerd en heeft een krater aan de oostzijde, waar zich ook een kleine gletsjer bevindt. Aan de westzijde bevindt zich de vulkaan Avatsjinskaja Sopka. Rond de vulkaan bevinden zich vele lavakoepels. De vulkaan is de enige in Rusland waar carbonado (zwarte diamant) voorkomt. Aan de voet van de vulkaan op 850 meter bevindt zich het basiskamp voor het opleiden van skiërs.
Niet ver van de vulkaan bevindt zich een plek waar giftige chemische stoffen zijn begraven.